# Национальный режим
Национальный режим – юридическое понятие в международных экономических отношениях, которое распространяется на иностранные компании и физических лиц. Представляет собой принцип, применяемый в международных договорах и национальном законодательстве, в силу которого юридическим и физическим лицам одного договаривающегося государства предоставляются на территории другого такие же права, льготы и привилегии, какие имеют его собственные юридические и физические лица.
Впервые идеи о равном статусе граждан и иностранцев были сформулированы в доктрине Кальво.

## Содержание и регулирование
Статья 2 Гражданского кодекса РФ устанавливает: "правила, установленные гражданским законодательством, применяются к отношениям с участием иностранных граждан, лиц без гражданства и иностранных юридических лиц, если иное не предусмотрено федеральным законом". Таким образом, осуществлять хозяйственную деятельность иностранные физические и юридические лица могут наравне с российскими, если исключения не предусмотрены законом и учитывая правоспособность иностранных юридических лиц по смыслу п. 5 ч.2 ст. 1202 ГК РФ.
Схожее положение содержит ч. 1 ст. 4 Федерального закона от 09.07.1999 № 160-ФЗ "Об иностранных инвестициях в Российской Федерации": "Правовой режим деятельности иностранных инвесторов и использования полученной от инвестиций прибыли не может быть менее благоприятным, чем правовой режим деятельности и использования полученной от инвестиций прибыли, предоставленный российским инвесторам, за изъятиями, устанавливаемыми федеральными законами".
Существует дискуссия относительно того, какой именно режим применяется в России: национальный режим или режим наибольшего благоприятствования, хотя в науке имеет место точка зрения, согласно которой оба режима могут существовать совместно и взаимно дополнять друг друга.

## Критика национального режима
С точки зрения протекционизма использование национального режима в отношении иностранных компаний ослабляет местную национальную экономику, позволяя этим иностранным компаниям легко выходить на внутренний рынок и свободно конкурировать с местными компаниями. Например, Советский Союз критиковал предоставления развивающимися странами статуса национального режима транснациональным корпорациям "стран империализма", хотя его установление в сферах, менее связанных с экономикой считалось приемлемым.